# Cela 211
Cela 211 (hiszp. Celda 211) – hiszpańsko-francuski dramat filmowy z 2009 roku w reżyserii Daniela Monzóna. Adaptacja powieści pod tym samym tytułem z 2004 roku autorstwa Francisco Péreza Gandula. Zdjęcia kręcono w mieście Zamora (Kastylia i León), a zwłaszcza w jego tzw. starym więzieniu.
Światowa premiera filmu nastąpiła 4 września 2009 roku, podczas 66. MFF w Wenecji. Polska premiera filmu miała miejsce 22 marca 2011 roku w ramach 11. Tygodnia Kina Hiszpańskiego.

## Opis fabuły
Juan Oliver otrzymuje posadę strażnika więziennego i aby zrobić na przełożonych pierwsze dobre wrażenie, postanawia przybyć do zakładu karnego na dzień przed oficjalnym rozpoczęciem pracy. Na miejscu ulega wypadkowi na kilka minut przed wybuchem buntu w sektorze dla najniebezpieczniejszych więźniów. Pozostali strażnicy uciekają, by ratować życie, pozostawiając nieprzytomnego Juana w celi nr 211. Po przebudzeniu mężczyzna zdaje sobie sprawę ze swojej sytuacji i zaczyna udawać jednego ze zbuntowanych więźniów. Od tej chwili, aby przeżyć, będzie musiał współpracować wraz z charyzmatycznym przywódcą buntu, Malamadrą.

## Obsada
- Luis Tosar jako „Macocha”
- Alberto Ammann jako Juan
- Antonio Resines jako Utrilla
- Marta Etura jako Elena
- Carlos Bardem jako „Apacz”
- Manuel Morón jako Almansa
- Luis Zahera jako Releches
- Vicente Romero jako Tachuela

i inni

## Nagrody i nominacje
23. ceremonia wręczenia Europejskich Nagród Filmowych
- nominacja: Najlepszy Europejski Aktor – Luis Tosar
- nominacja: Najlepszy Europejski Scenarzysta – Jorge Guerricaechevarría i Daniel Monzón

24. ceremonia wręczenia nagród Goya
- nagroda: najlepszy film – Borja Pena, Emma Lustres, Álvaro Augustín i Juan Gordon
- nagroda: najlepszy reżyser – Daniel Monzón
- nagroda: najlepszy scenariusz adaptowany – Jorge Guerricaechevarría i Daniel Monzón
- nagroda: najlepszy aktor – Luis Tosar
- nagroda: najlepszy debiutujący aktor – Alberto Ammann
- nagroda: najlepsza aktorka drugoplanowa – Marta Etura
- nagroda: najlepszy montaż – Cristina Pastor
- nagroda: najlepszy dźwięk – Sergio Bürmann, Jaime Fernández i Carlos Faruolo
- nominacja: najlepszy aktor drugoplanowy – Carlos Bardem
- nominacja: najlepszy aktor drugoplanowy – Antonio Resines
- nominacja: najlepsza muzyka – Roque Baños López
- nominacja: najlepsze zdjęcia – Carles Gusi
- nominacja: najlepsza scenografia – Antón Laguna
- nominacja: najlepsza charakteryzacja i fryzury – Raquel Fidalgo i Inés Rodríguez
- nominacja: najlepszy kierownik produkcji – Alicia Tellería
- nominacja: najlepsze efekty specjalne – Raúl Romanillos i Guillermo Orbé